# ظهير الدين المخزومي
ظهير الدين عبد الرحمن بن علي بن عثمان بن يوسف المُغيري المخزومي القُرشي المصري الشافعي الشاهد، كنيته أبي المعالي ولقبه القاضي المكرم، (وُلِد شهر صَفَر، 569 هـ - وتُوفيّ شهر رمضان، 646 هـ)، قاضي وإمام ومحدث مِن رواة الحديث النبوي. يُنسب بالمخزومي نسبة إلى بطن بنو مخزوم من قبيلة قريش، وبالمُغيري نسبة إلى المغيرة بن عبد الله بن عمرو بن مخزوم، وبالمصري نسبة إلى مسكنه مصر، وبالشافعي نسبة إلى مذهبه الفقهي المذهب الشافعي.

## سيرته
هُوّ أبي المعالي ظهير الدين عبد الرحمن بن علي بن عثمان بن يوسف المُغيري المخزومي القُرشي المصري الشافعي الشاهد المُلقب بـ القاضي المُكرم. وُلِد في مصر بشهر صَفَر من عام 569 هـ.
لمّا كبر أخذ يُسافر إلى الأمصار والديار الإسلامية طلباً للعِلم، فسافر إلى بغداد فتتلمذ فيها على يد العالمة فخر النساء شهدة بنت أبي نصر أحمد بن الفرج بن عمر الإبري وقد أجازت له، وأيضًا أجاز له من بغداد عبد الحق اليوسفي. ثُمّ ذهب إلى الموصل فتعلم على يد خطيب الموصل أبو الفضل نصر بن أبي نصر محمد بن أحمد بن يعقوب الطوسي وأجاز له، وذهب إلى دمشق فتعلم وأجاز له من علمائها الحافظ أبو القاسم، ومن علماء الثغور علمه وأجاز له أبو الطاهر السِّلَفي، وغيرهم من العلماء مِثل أبو هاشم عيسى بن أحمد الهاشمي الدوشابي العباسي الهاشمي، و أبو الفتح عبيد الله بن عبد الله بن محمد بن نجا بن شاتيل المعروف بـ ابن شاتيل، ومسلم بن ثابت، وأبي شاكر يحيى بن يوسف بن أحمد السقلاطوني.
وفيما يخص الحديث فقد سمع وحدث عن جماعة، منهم؛ اللغوي عبد الله بن بري، ومحمد بن علي الرحبي، والبوصيري، والقاسم بن عساكر، والأثير بن بنان، وغيرهم.
كان يروي الكثير من الحديث، وممن رواه وحدثه عنه: المنذري، والمحدث الشافعي عبد المؤمن بن خلف الدمياطيّ، والمؤرخ ركن الدين بيبرس القيمري، والإمام الشافعي ابن العمادية، والتاج إسماعيل بن قريش، وروت عنه بالإجازة المعمرة وجيهية بنت أبي الحسن المؤدب، وغيرهم.
ترجم له الذهبي في كتابه سير أعلام النبلاء،  وقال عنه: «الإمام العدل المحدث...»، ونقل أنّه كان بيت رياسة وجلالة وأنّه كان أيضًا دِيِّناً كثير التلاوة وقراءة القرآن الكريم مُتنزِّهاً عن الخدم أي يخدم نفسه بنفسه.
تُوفيّ في شهر رمضان من عام 646 هـ في القرافة بِمصر، ودُفِن بتربة آبائه بالقرافة.